# Moscow, Idaho
Moscow este sediul comitatului Latah (conform originalului din engleză, Latah County), unul din cele 44 de comitate ale statului american Idaho. Populația fusese de 23.800 de locuitori la recensământul din 2010.
1. ↑  2020 U.S. Gazetteer Files